# 夏夫利 (肯塔基州)
夏夫利（英語：Shively），是美国肯塔基州的一座城市。建立于1831年，面积约为11.9平方公里（4.6平方英里）。根据2010年美国人口普查，该市的人口为15,264人。